# Крисанов Олександр Олександрович
Олександр Олександрович Крисанов (рос. Александр Александрович Крысанов; 2 січня 1981, м. Воронеж, СРСР) — російський хокеїст, лівий нападник. Виступає за «Дизель» (Пенза) у Вищій хокейній лізі.  
Вихованець хокейної школи ХК «Воронеж». Виступав за ХК «Воронеж», ЦСКА (Москва), «Торпедо» (Нижній Новгород), «Дизель» (Пенза), «Амур» (Хабаровськ). 
Досягнення
- Срібний призер чемпіонату Росії серед команд вищої ліги (2001).